# 鶏卵饅頭

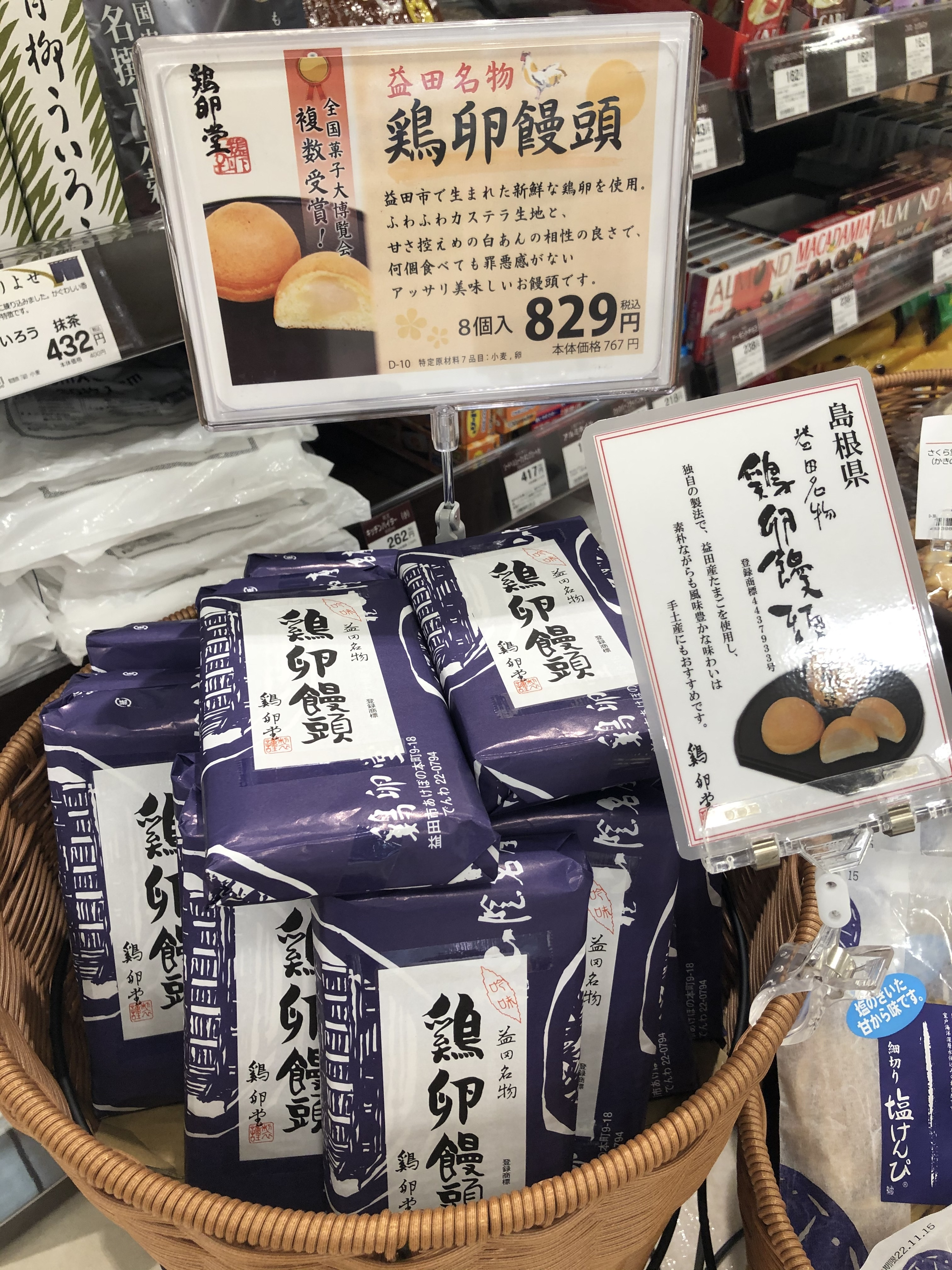
鶏卵堂の「鶏卵饅頭」

鶏卵饅頭（けいらんまんじゅう）とは、土産菓子の銘柄の一つである。饅頭の原料に鶏卵をふんだんに使っているか、饅頭の形が鶏卵の形をしているためにこの名がついたものと思われる。
日本全国に複数、同名の銘柄を持つ饅頭が存在する。

## 愛媛県今治市
愛媛県今治市の鶏卵饅頭は、一笑堂で作られている。饅頭1個の大きさが親指の先ほどと非常に小さいのが特徴である。一笑堂は1790年（寛政2年）創業。当時今治城下で評判をとっていた饅頭を参考にしてつくりはじめたという。タルトと共に愛媛県を代表する和菓子であり、今治市だけでなく松山市のデパート等でも買うことができる。

## 島根県益田市
島根県益田市の鶏卵饅頭は、鶏卵堂で作られている。京都市にかつてあった住吉製菓から製法を譲り受け、当時と同じ製法で作っている。鶏卵をふんだんに使った生地に白餡を入れており、こちらも一口大の大きさである。市内のスーパーにも多く置いてあり、益田市の隠れた名物として知られる。1961年第15回全国菓子大博覧会（名古屋市）で金賞、1988年第21回同博覧会（松江市）で名誉金賞を受賞。

## 山口県長門市
山口県長門市の鶏卵饅頭は、専門農協である深川養鶏農業協同組合により、同組合の菓子部門の主力商品である鶏卵せんべいの姉妹品として、かつてつくられていた饅頭である。今治市・益田市の鶏卵饅頭が蒸し饅頭であるのに対し、長門市のそれは焼饅頭であった。

## 兵庫県姫路市
兵庫県姫路市の鶏卵饅頭は、現在はJR姫路駅前にあるデパート山陽百貨店内の一色堂で作られている。以前は同市内ヤマトヤシキ内に店舗を構えていたが移転。上記島根県益田市の鶏卵堂と製造機器・製法・形状が似ているため、ルーツを同じとしていると考えられる。鶏卵中心の生地に白餡である。市内では庶民の姫路名物として広く知られ親しまれている。独特の製造過程を外から観ることができるのも特徴である。